# Kochanovce (Bardejov)
Kochanovce (bis 1927 slowakisch „Kahanovce“; ungarisch Kiskohány – bis 1907 Kohány) ist eine Gemeinde im Osten der Slowakei mit 261 Einwohnern (Stand 31. Dezember 2024). Sie gehört zum Okres Bardejov, einem Kreis des Prešovský kraj, und wird zur traditionellen Landschaft Šariš gezählt.

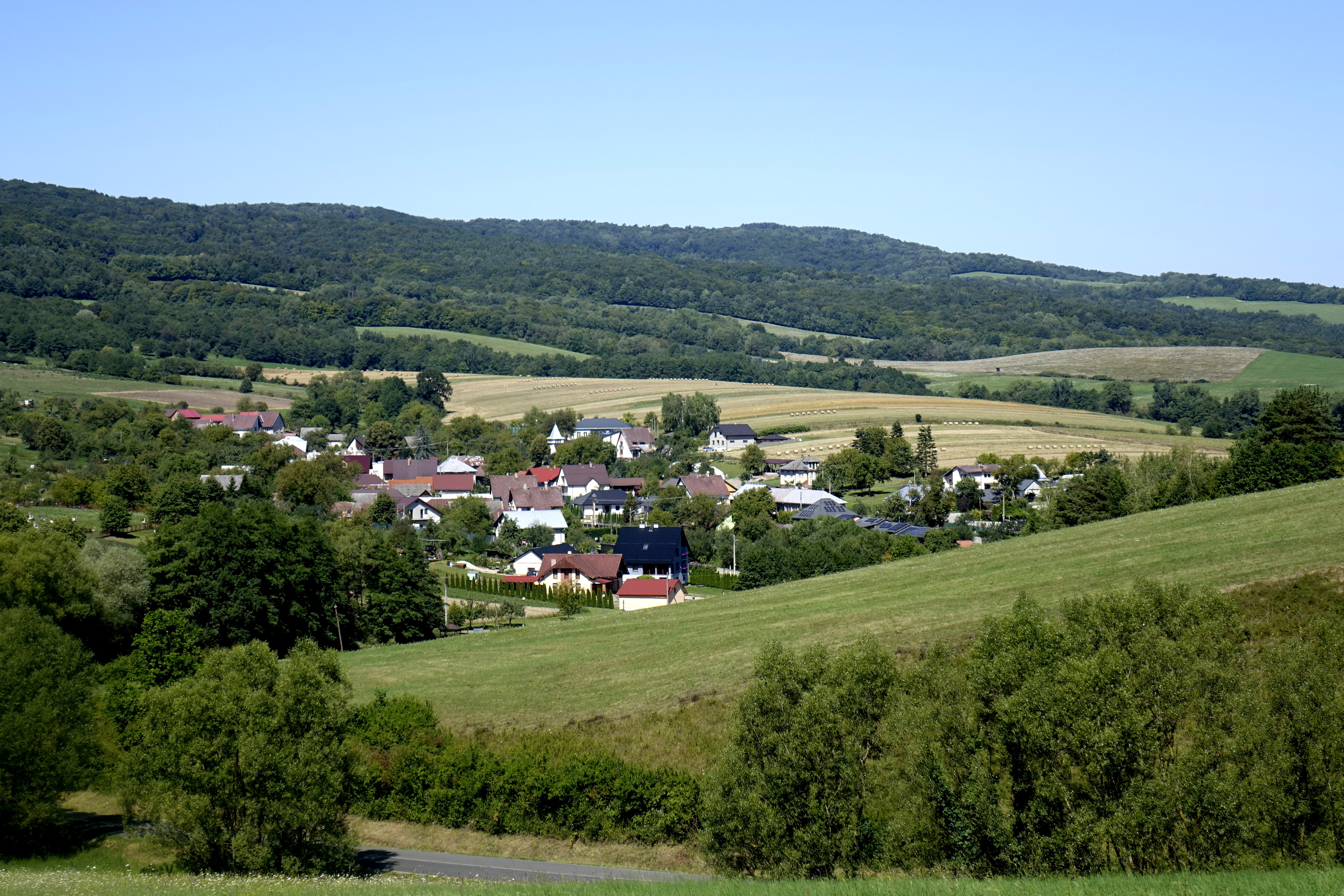
Blick auf den Ort

## Geographie
Die Gemeinde befindet sich in den Niederen Beskiden, noch genauer im Bergland Ondavská vrchovina, am Bach Černošina im Einzugsgebiet der Topľa. Das Ortszentrum liegt auf einer Höhe von 240 m n.m. und ist 18 Kilometer von Bardejov entfernt (Straßenentfernung).
Nachbargemeinden sind Oľšavce im Norden, Hankovce im Osten, Harhaj im Südosten und Osten, Koprivnica, Buclovany (über einen Berührungspunkt) und Abrahámovce im Südwesten und Tročany im Westen.

## Geschichte
Kochanovce entstand nach deutschem Recht in der Mitte des 14. Jahrhunderts und wurde zum ersten Mal 1377 als Kochanfalua beziehungsweise villa Kohan schriftlich erwähnt, damals als Teil der Herrschaft von Tročany. 1427 wurden 25 Porta verzeichnet, die einem Jakob von Kalnište gehörten. Im 17. und 18. Jahrhundert waren Mitglieder der Familie Kohány Gutsherren, gefolgt von der Familie Bán im 19. Jahrhundert.
1787 hatte die Ortschaft 25 Häuser und 176 Einwohner, 1828 zählte man 28 Häuser und 229 Einwohner, die als Landwirte und Viehhalter beschäftigt waren.
Bis 1918 gehörte der im Komitat Sáros liegende Ort zum Königreich Ungarn und kam danach zur Tschechoslowakei beziehungsweise heute Slowakei. Nach dem Zweiten Weltkrieg pendelte ein Teil der Einwohner zur Arbeit in Industriebetriebe in Bardejov und Košice, die örtliche Einheitliche landwirtschaftliche Genossenschaft (Abk. JRD) wurden im Jahr 1959 gegründet, nachdem die vorherige, 1952 entstandene Genossenschaft schon 1953 wieder aufgelöst wurde.

## Bevölkerung
| Jahr                | 1994 | 2004     | 2014    | 2024    |
| ------------------- | ---- | -------- | ------- | ------- |
| Anzahl der Personen | 233  | 259      | 252     | 261     |
| Unterschied         |      | +11,15 % | −2,70 % | +3,57 % |

| Jahr                | 2023 | 2024    |
| ------------------- | ---- | ------- |
| Anzahl der Personen | 262  | 261     |
| Unterschied         |      | −0,38 % |

Nach der Volkszählung 2011 wohnten in Kochanovce 255 Einwohner, davon 248 Slowaken. Sieben Einwohner machte keine Angabe zur Ethnie.
128 Einwohner bekannten sich zur Evangelischen Kirche A. B., 113 Einwohner zur römisch-katholischen Kirche, fünf Einwohner zu den Brethren und zwei Einwohner zur griechisch-katholischen Kirche. Bei sieben Einwohnern wurde die Konfession nicht ermittelt.

## Verkehr
Durch Kochanovce führt die Cesta III. triedy 3500 („Straße 3. Ordnung“) zwischen Bardejov (Anschluss an die Cesta II. triedy 545 („Straße 2. Ordnung“)) und Kuková (Anschluss an die Cesta I. triedy 21 („Straße 1. Ordnung“)), im Ort zweigt die Cesta III. triedy 3510 Richtung Kučín ab. Der nächste Bahnanschluss ist der Bahnhof Raslavice an der Bahnstrecke Kapušany pri Prešove–Bardejov.